# Antonius Tsgrootentriptiek

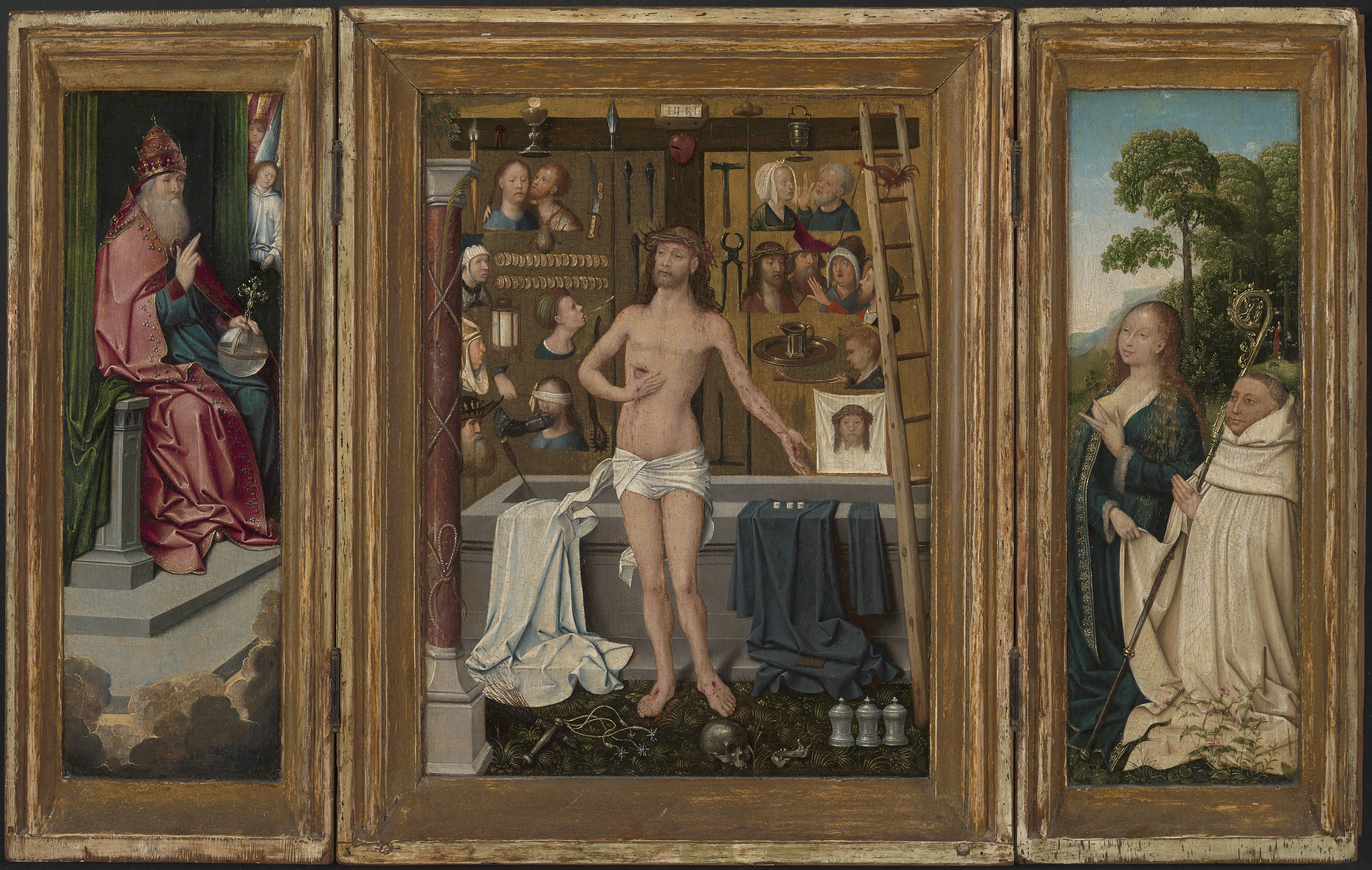
Antonius Tsgrootentriptiek

De Antonius Tsgrootentriptiek is een religieus olieverfschilderij op drie houten panelen van Goswin van der Weyden uit 1507. Het behoort tot de collectie van het Koninklijk Museum voor Schone Kunsten Antwerpen.

## Beschrijving

### Thematiek
De triptiek stelt de Trap des Heils voor, gecombineerd met het Lijden van Christus. De Trap des heils is een symbolische voorstelling van de voorspraak van Maria als Moeder van Barmhartigheid voor het gebed van de gelovige. Christus neemt de taak van Maria als voorspreker over en toont aan de Vader de wonden van het Kruis en vraagt het gebed van de gelovige te verhoren omwille van Zijn lijden.

### Beschrijving
Het rechterluik stelt de opdrachtgever, abt Antonius Tsgrooten van de Norbertijner Abdij van Tongerlo, voor. Naast de abt knielt Maria. Met haar rechterhand houdt zij de mantel van de abt vast en met haar linkerhand toont zij haar ontblote borst aan Christus (afgebeeld op het middenpaneel). Dit doet ze als herinnering aan de tijd dat haar Zoon liefdevol zoogde om zo Zijn voorspraak te bekomen voor de biddende opdrachtgever van het werk. Op de achtergrond van het rechterluik is een bosrand te zien. Daar staat de heilige Antonius van Egypte afgebeeld, op het moment dat hij wordt bekoord door een jonge vrouw. De heilige Antonius was de patroonheilige van Antonius Tsgrooten.
Het middenpaneel toont Christus die met de linkerhand naar de opdrachtgever van het werk wijst en met zijn rechterhand naar de wonde in Zijn zijde. Als teken van de opstanding uit de dood zijn een stenen sarcofaag en een schedel afgebeeld. Achter Christus zijn het Kruis en de lijdensweg afgebeeld, van de tocht naar Getsemane tot de dood aan het Kruis.
Het linkerluik toont God de Vader op een troon in de wolken, omringd door engelen. Hij heft zijn rechterhand als teken van zegen en genade voor de bede van de opdrachtgever.
Op de buitenzijde van de zijpanelen zijn motieven aangebracht die verwijzen naar de opdrachtgever en zijn abdij: een boom met het wapenschild van de abdij en een abtenstaf met de inscriptie ANTO, de eerste letters van de naam van Antonius Tsgrooten. Verder is er een abtenmijter met lichtstralen en een hand die een banderol vasthoudt met het motto van de abdij: Veritas vincit ("De waarheid overwint").

Buitenzijde zijpaneel
Buitenzijde zijpaneel

### Afmetingen
De zijpanelen bestaan uit een stuk hout dat op het beeldvlak is uitgediept. Met de lijst inbegrepen zijn ze 41,8 cm op ongeveer 16,5 cm. Het beeldvlak meet ongeveer 34 op 11 cm. Het middenpaneel is gevat in een losse omlijsting en meet zonder lijst 33,7 op 25,2 cm.

### Stijl
Het werk komt meer archaïsch over dan de andere werken die Goswin van der Weyden maakte voor de Abdij van Tongerlo zoals de Sint-Dympnatriptiek die nochtans enkele jaren ouder is. De Trap des Heils was een zelden gebruikt thema in de paneelschilderkunst en mogelijk werkte de kunstenaar op basis van een 15e-eeuwse houtsnede.

## Geschiedenis
Antonius Tsgrooten was abt van Tongerlo tussen 1504 en 1530. Uit de rekeningen van de Abdij van Tongerlo blijkt dat op 7 april 1507 voor de triptiek 15 Rijnse gulden werd betaald aan Goswin van der Weyden. Op onbekend tijdstip is het werk overgegaan in de collectie van de familie d'Arenberg. In 1966 werd het van deze familie aangekocht door de Belgische staat en ondergebracht in de collectie van het Koninklijk Museum voor Schone Kunsten Antwerpen. Daar werd het in 1967 gerestaureerd.